# Герус Андрій Михайлович
Андрій Михайлович Герус (нар. 18 березня 1982, м. Нововолинськ, Волинська область) — український державний службовець, політик. Представник Президента Зеленського у Кабінеті міністрів України (з 22 травня по 11 листопада 2019 року).
Народний депутат України 9-го скликання.

## Життєпис
Народився у шахтарській сім'ї. Закінчив економічний факультет Львівського університету ім. Франка (спеціальність «Економічна кібернетика»), отримав ступінь МВА у Гренобльській школі бізнесу (Лондон).
2003—2007 — аналітик інвестиційної діяльності, директор з торгової та інвестиційної діяльності у концерні «Галнафтогаз». З 2007 до 2014 року — директор з інвестиційної діяльності Concorde Capital. З 2015 року — виконавчий директор Concorde Capital.
2014—2015 — член Національної комісії з регулювання у сферах енергетики та комунальних послуг (НКРЕКП).

## Політична діяльність
2015 — кандидат у депутати Київради від партії «Самопоміч». З 2017 року — голова громадської організації «Асоціація споживачів енергетики та комунальних послуг». Був одним із головних критиків формули паливного ціноутворення «Роттердам плюс».
Член команди кандидата у президенти 2019 року Зеленського. Кандидат у народні депутати від партії Слуга народу на парламентських виборах 2019 року, № 17 у списку. Живе в Києві.
Ще за місяць до обрання був названий кандидатом на посаду голови комітету з питань паливно-енергетичного комплексу у Верховній Раді IX скл., а обраний 29 серпня 2019 року головою комітету з питань енергетики та житлово-комунальних послуг у Верховній Раді IX скликання.
Верховна Рада 18 вересня 2019 року схвалила правку А. Геруса до закону України «Про ринок електроенергії», що дозволило купувати за двосторонніми договорами електроенергію з РФ. Головним імпортером російського струму в Україну, який розпочався 1 жовтня 2019 року, стала компанія «Юнайтед Енерджі», що має наближеність до олігарха Ігоря Коломойського. За версією народної депутатки Анни Скороход, А.Герус отримав 400 тис. доларів хабаря за відкриття імпорту з РФ.
4 жовтня на сайті президента України була зареєстрована петиція щодо заборони імпорту струму з Росії, який став можливим завдяки народному депутату України Андрію Герусу. У грудні парламент скасував правку Геруса, що дозволяла імпорт струму з РФ за двосторонніми договорами, однак можливість імпорту струму на «ринок на добу наперед» залишилася. На початку квітня імпорт струму з РФ та Білорусі було зупинено. Але вже в квітні спроби повернути імпорт відновилися.
Імпорт струму з РФ спричинив кризу в енергетичній галузі та зупинку енергетичних і вугільних підприємств. 
8 травня працівники вугільних підприємств України зареєстрували петицію на сайті президента України в вимогою звільнити А.Геруса через те, що він спричинив кризу в галузі та борги перед шахтарями.
Після подачі декларацій за підсумками 2019 року А.Герус опинився в переліку найбагатших депутатів фракції Слуга народу, з майном та коштами в розмірі 38 млн грн. 
В липні 2020 року А.Герус повідомив про власні переговори з білоруською стороною щодо експорту електроенергії в Білорусь, однак МЗС розкритикувало його позицію, підкресливши, що нардеп може вступати у відносини з іноземними державами лише від свого імені, а не від імені України. Того ж місяця разом із Дмитром Кисилевським пролобіював поправки до урядового законопроєкту про “зелену” енергетику №3658, які ввели пільговий тариф для сталеплавних підприємств з групи "Інтерпайп" Віктора Пінчука та "Дніпроспецсталь", з бізнесу кума Путіна Віктора Медведчука.  

## Інциденти
6 листопада 2019 року Герус брав участь в бійці з Олегом Ляшком, це сталось на летовищі Бориспіль. Ляшко звинуватив Андрія в лобіюванні російських інтересів після того, як ВРУ дозволила імпорт електроенергії з Білорусі та Росії. Ляшко назвав Геруса  "зрадником, який працює в інтересах Кремля" . Інцидент стався у зв'язку зі внесеною Герусом правкою, яка дозволила імпорт електроенергії з Росії та на думку ЗМІ була вигідною Ігорю Коломойському. Згодом правку було скасовано.  
5 грудня 2019 року суд зобов'язав СБУ та НАБУ порушити кримінальну справу проти Геруса щодо можливої державної зради та зловживання владою. Справу мають порушити згідно з заявою Олега Ляшка.
В січні 2020 року Герус очолив антирейтинг керівників енергетичної галузі. Рейтинг було складено згідно опитувань населення соціологічною групою «Рейтинг».
В липні 2020 року Спеціалізована антикорупційна прокуратура почала кримінальне провадження щодо зловживань на ринку електроенергії, корупційними схемами в енергогалузі і відкриттю імпорту електроенергії з Росії.